# Afroedura amatolica
Afroedura amatolica (скельний гекон аматольський) — вид геконоподібних ящірок родини геконових (Gekkonidae). Ендемік Південно-Африканської Республіки.

## Поширення і екологія
Аматольські скельні гекони мешкають в горах Аматоле і Вінтерберге у Східнокапській провінції. Вони живуть на сухих високогірних луках, на висоті від 1400 до 1830 м над рівнем моря.